# 瓦西里基夫战役
瓦西里基夫战役是2022年俄罗斯入侵乌克兰后所爆发的一场战役，是2022年基辅攻势的一部分。

## 时间线

###### 2022年2月26日
2022年2月26日清晨，俄罗斯伞兵开始在基辅以南仅40公里的瓦西里基夫市附近空降，而烏軍试图保护瓦西尔基夫空军基地。随后，俄罗斯伞兵与乌克兰守军在该市爆发激烈战斗。
2022年2月26日1时30分，一架乌克兰苏-27战斗机击落了一架载有伞兵的俄罗斯伊尔-76運輸机。3点20分，第二架伊尔-76在附近的白采爾科維市上空被击落。瓦西里基夫市长Natalia Balasynovych表示，有 200 多名乌克兰人在交战中受伤。她后来声称，乌克兰军队击退了俄罗斯伞兵对城市附近的军事空军基地和中央街道的袭击，城市局势已平息下来。